# Siegmund von Pranckh

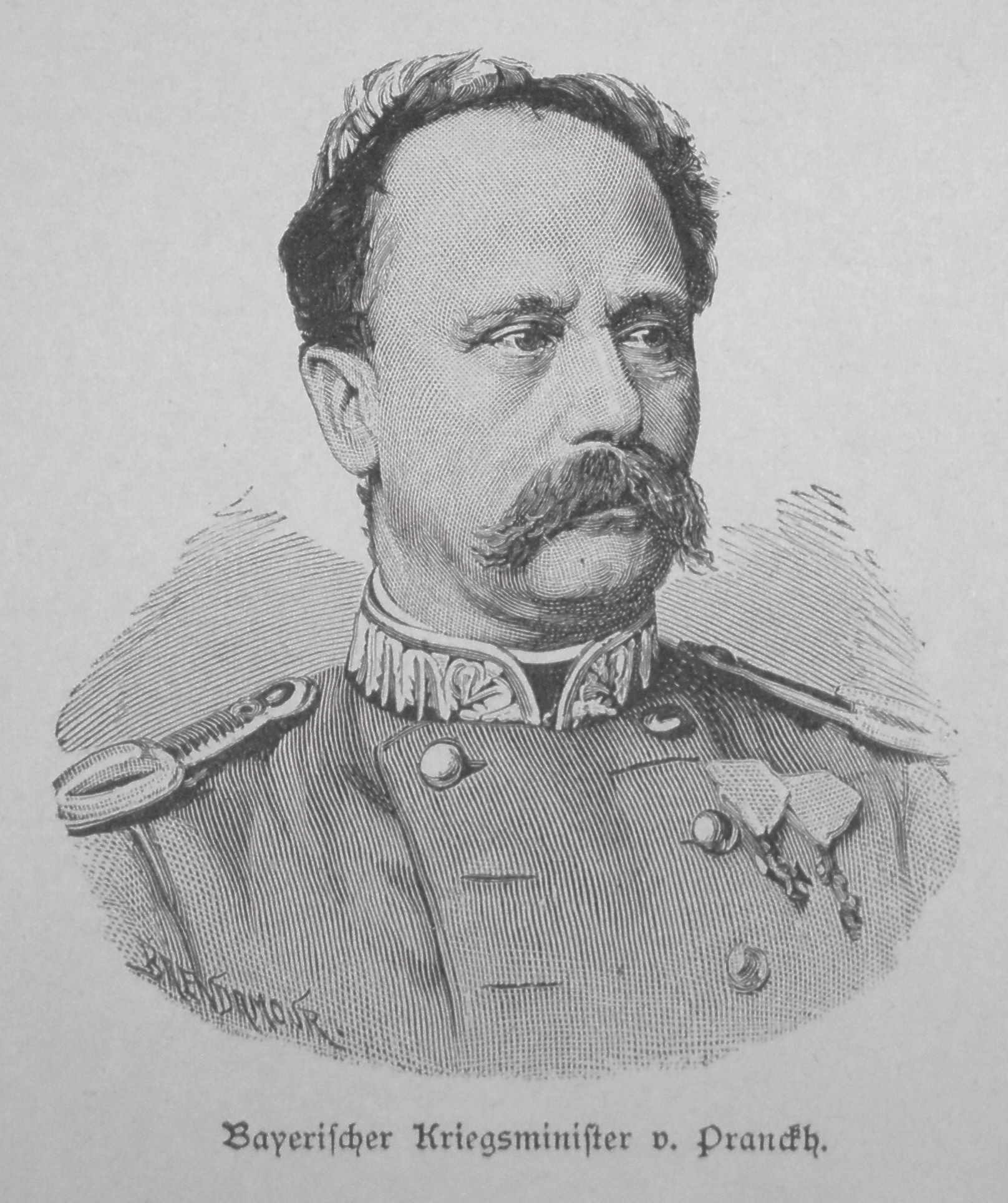
Siegmund von Pranckh

Siegmund Freiherr von Pranckh (* 5. Dezember 1821 in Altötting; † 8. Mai 1888 in München) war ein bayerischer General der Infanterie und Kriegsminister. Durch seine Heeresreform ermöglichte er die bayerischen Siege im Deutsch-Französischen Krieg.

## Leben
Pranckh entstammte der bayerischen Linie des alten Adelsgeschlechts derer von Pranckh. Er wurde im heutigen Gasthaus „Münchner Hof“ am Kapellplatz 12 in Altötting geboren. 1840 trat er aus dem Kadettenkorps in München zur Armee über und arbeitete, 1849 zum Hauptmann befördert, im Stab des Generalquartiermeisters. Er blieb bis 1863 im Kriegsministerium und kam anschließend als Oberst in das 3. Infanterieregiment und dann 1865 in das Leibregiment, mit dem er im Deutschen Krieg am 10. Juli 1866 im Treffen bei Kissingen das Dorf Nüdlingen stürmte. Kurz darauf wurde Pranckh Kriegsminister und erwarb sich in dieser Stellung durch die Reorganisation der Armee 1868 hohe Verdienste.
Unmittelbar nach Ausbruch des Deutsch-Französischen Krieges zum Generalleutnant befördert, organisierte er umsichtig und tatkräftig die Ergänzung und Verpflegung des Heeres, nachdem dieses erhebliche Verluste hatte hinnehmen müssen. Auch war er am Abschluss der Novemberverträge am 23. November 1870 in Versailles, welche den Beitritt des Königreichs Bayern zum Norddeutschen Bund zum Inhalt hatten, wesentlich beteiligt. Für seine Leistungen wurde er mit einer Dotation von 100.000 Talern aus der Kriegsentschädigung belohnt.
1872 leitete Pranckh eine weitere Heeresreform ein. Anfang 1875 wurde er zum General der Infanterie befördert und am 4. April 1875 auf sein Ersuchen von der Leitung des Kriegsministeriums entbunden. 1876 erhielt er die Ernennung zum Generalkapitän der Leibgarde der Hartschiere. Am 4. Dezember 1869 ernannte ihn der König zum Inhaber des 8. Infanterie-Regiments, das bis zu seinem Tod den Namen 8. Infanterie-Regiment „Pranckh“ führte. Aus Anlass der 25-jährigen Erinnerungsfeier des Krieges gegen Frankreich 1870/71 wurde das Regiment am 7. Dezember 1895 wieder nach Pranckh benannt und führte den Namen bis zum 25. April 1901 fort.
Carl von Landmann über Pranckh: „In seinem ganzen Wesen ruhig und ernst, einfach und bedürfnißlos, kurz in der Rede, ein Vornehmer, offener und thatkräftiger Charakter, unerschütterlich gerecht und wenn nöthig streng, gehört P. zu den bedeutenden Männern der großen Zeit, in der das neue Deutsche Reich erstanden ist.“

## Gedenken

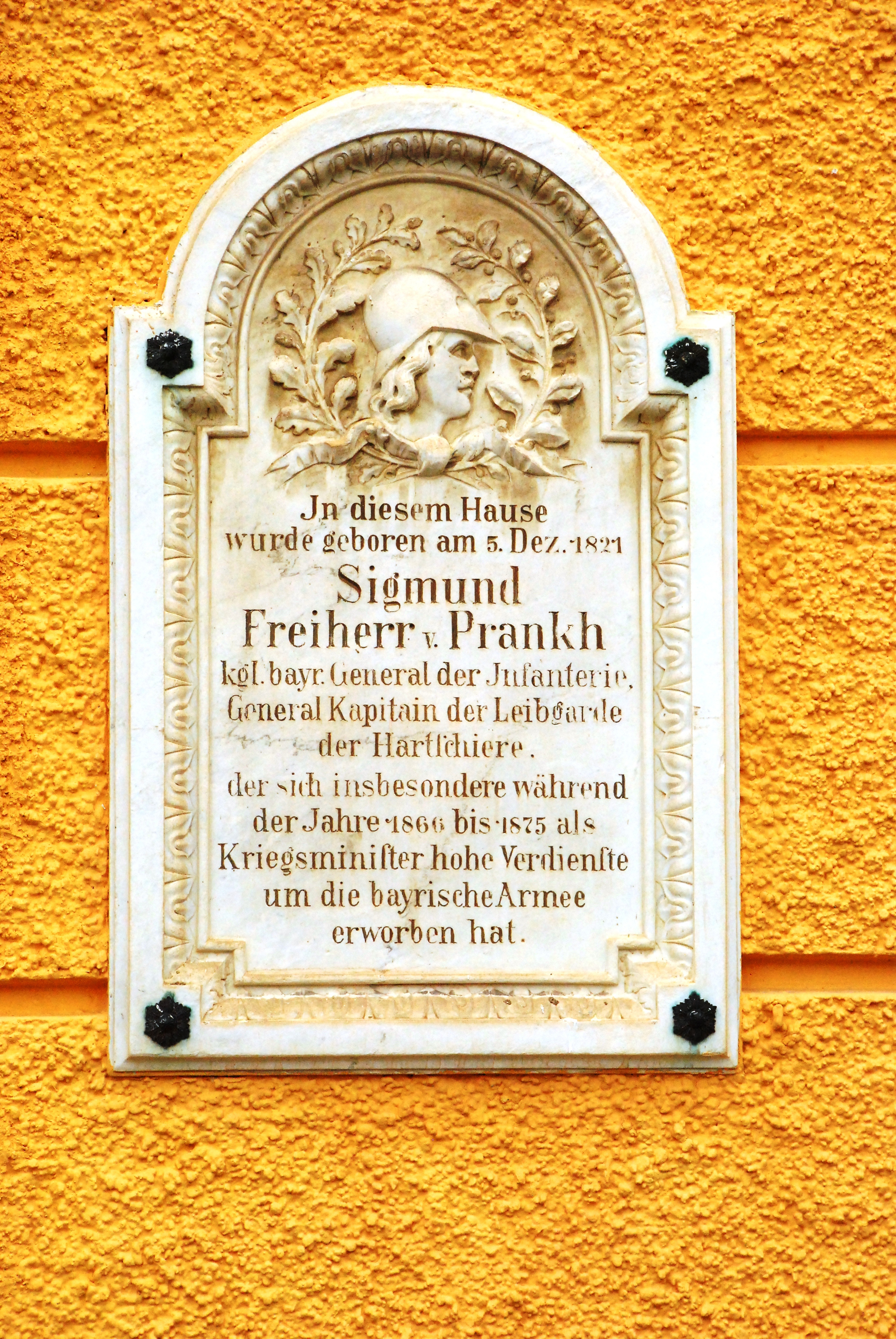
Gedenktafel am Geburtshaus in Altötting
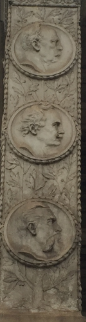
Medaillon am Friedensdenkmal in München
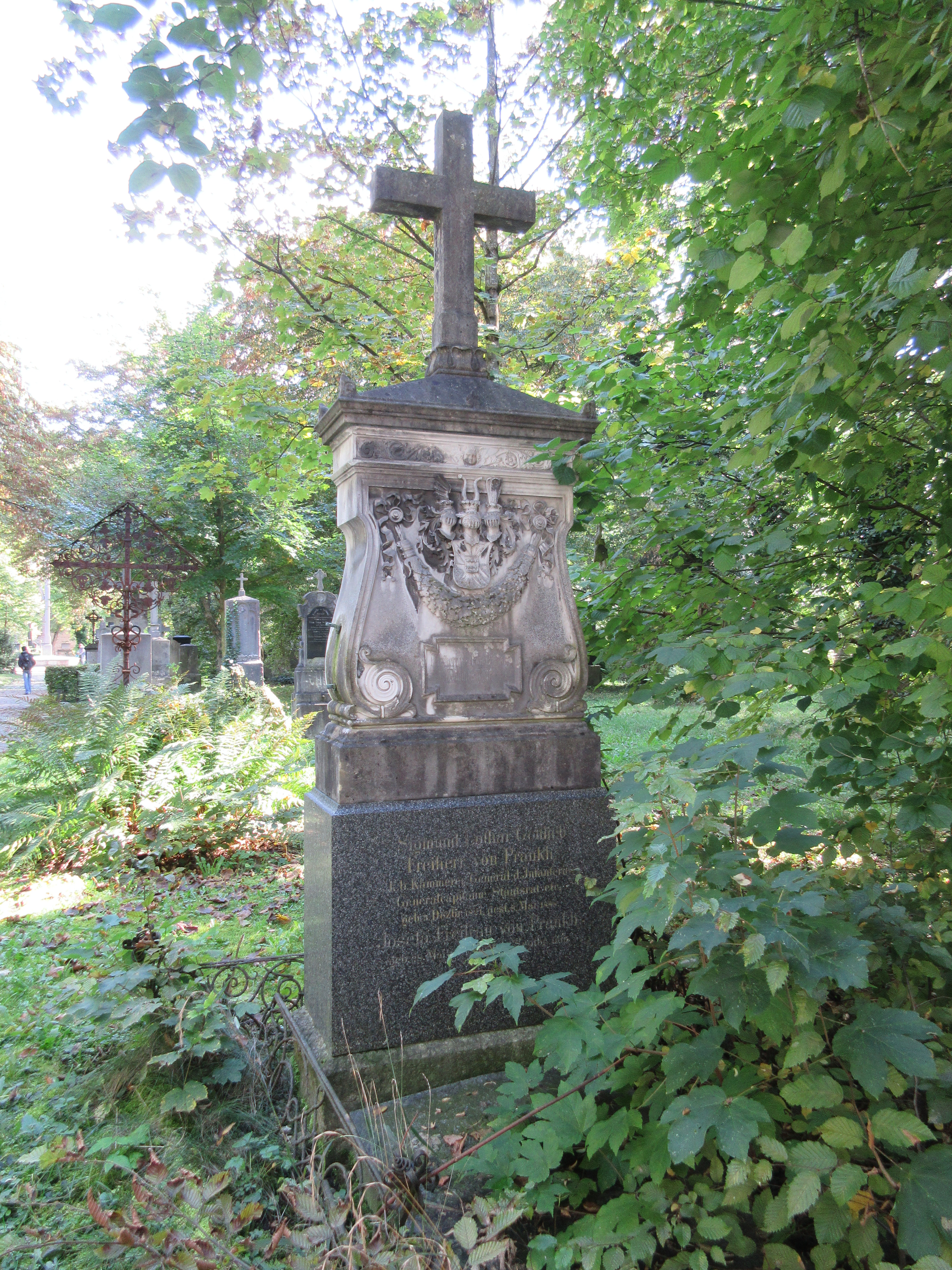
Grab auf dem Alten Südfriedhof in München

An Prankhs Geburtshaus „Münchner Hof“ am Kapellplatz in Altötting erinnert eine Gedenktafel an ihn.
Gemeinsam mit Jakob von Hartmann und Ludwig von der Tann wird Prankh durch ein Medaillon am Münchner Friedensdenkmal geehrt.
Prankhs Grabstätte befindet sich auf dem Alten Südlichen Friedhof in München (Gräberfeld 38 – Reihe 13 – Platz 34) Standort.